# 恋するお嬢様はエッチな花嫁
『恋するお嬢様はエッチな花嫁』（こいするおじょうさまはエッチなはなよめ）は、2016年8月26日にensemble SWEETより発売されたPC用18禁恋愛アドベンチャーゲーム。

## あらすじ
主人公の桐矢真咲はある事件が原因で無職になるが、新しい屋敷で勤務してお嬢様たちと恋物語を繰り広げる。

## 登場人物
桐矢 真咲 （きりや まさき）
声 - なし
本作の主人公。ある屋敷で働くが、失職してその後、助けた人に紹介されて新しい職場で働く。
月宮 明日香 （つきみや あすか）
声 - 秋野花
真咲が勤務する屋敷のお嬢様で同年代の男性に免疫がない。
水坂 澄恋 （みさか すみれ）
声 - わらび茶々
明日香の幼馴染でやや貧乳気味で織山家に居候する。
芹沢 雪乃 （せりざわ ゆきの）
声 - 魚住さぁさ
かつて真咲が織山家の前に仕えていた屋敷の令嬢で文武両道に秀でるが真咲が失職する原因を作った張本人。
真矢 つぶら （まや つぶら）
声 - 狛江うにこ
マナー講師の助手として織山家に出入りしている。
美朱 ひよこ （みあけ ひよこ）
声 - くすはらゆい
真咲と共に児童養護施設で育った妹的な存在で聖キキリア学園に特待生として入学。
織山 花見 （おりやま はなみ）
気品のあるおばあちゃんで明日香にとっては母方の祖母で失業した真咲を雇ってくれた。
世葉州さん （せばすさん）
織山家に仕える執事で真咲に職を紹介した。

## スタッフ
- キャラクターデザイン・原画 - つねよし、ねまき、あげきち、TwinBox、吉飛雄馬
- シナリオ -  ギハラ、若葉祥慶、来夢みんと
- 音楽 - ミリオンバンブー

## 主題歌
オープニングテーマ「Sugar＜＜Sugar Lovers」
作詞 - 灰墨イノリ、作曲 - ロドリゲスのぶ、歌 - 灰墨イノリ
エンディングテーマ「Just Married」
作詞 - 灰墨イノリ、作曲 - ロドリゲスのぶ、歌 - 灰墨イノリ